# Onychothecus tridentigeris
Onychothecus tridentigeris är en skalbaggsart som beskrevs av Zelenka 1992. Onychothecus tridentigeris ingår i släktet Onychothecus och familjen bladhorningar. Inga underarter finns listade i Catalogue of Life.